# コモ (製パン)
株式会社コモ（英: COMO CO.,LTD. ）は、愛知県小牧市に本社を置く製パンメーカー。

## 概要
コモパンはパネットーネ種を長時間熟成発酵させる独自の製法により、水分含有量が20～25%と少なく水分活性も低いため、保存料無添加でもカビなどの微生物が増殖しにくくなっている。そのため、賞味期間も35日～2年間と長く、駅の売店やパンの自動販売機などで販売されている。
社名の由来は、イタリアにあるコモ湖と、communicationとmoreという英単語からきている。

## 沿革
- 1984年（昭和59年）6月18日 - 株式会社コモ設立[1]。愛知県小牧市に本社工場竣工、中部営業所を設置[広報 1]
- 1987年（昭和62年） - 埼玉県八潮市に東京営業所を設置[広報 1]
- 1994年（平成6年） - 大阪府吹田市に大阪営業所を設置[広報 1]
- 1995年（平成7年） - パンに使う合成保存料を全面的に撤廃[2]
- 1997年（平成9年） - 福岡市東区に九州営業所を設置。日本証券業協会に株式を店頭登録[広報 1]
- 1999年（平成6年） - 東京都中央区に東京営業所を移転[広報 1]
- 2001年（平成13年） - 神奈川県横浜市に横浜営業所を設置[広報 1]
- 2003年（平成15年） - 埼玉県草加市に東京営業所を移転[広報 1]
- 2004年（平成16年） - 大阪府東大阪市に大阪営業所を移転。日本証券業協会への店頭登録を取消し、ジャスダック証券取引所に株式を上場[広報 1]
- 2005年（平成17年） - 東京、横浜両営業所を統合し、東京都江東区に新「東京営業所」を開設[広報 1]
- 2014年（平成26年） - 東京営業所を千葉県浦安市に移転[広報 1]
- 2019年（平成31年） - 名古屋証券取引所第二部に株式を上場[広報 5]

## 事業所
- 本社・工場・中部営業所 - 愛知県小牧市村中505-1
- その他営業所
  - 東京営業所 - 千葉県浦安市入船一丁目5番2号 NBF新浦安タワー15階[広報 6]
  - 大阪営業所 - 大阪府東大阪市長田東二丁目2番3号 長田エストビル2階[広報 6]
  - 九州営業所 - 福岡県福岡市東区松島三丁目5番11号[広報 6]

## 関連会社
- フジパン
- はかた号（朝食で同社のパネットーネが配られていた）
- フジドリームエアラインズ（早朝便の一部でクロワッサンが提供されている）

#### 広報資料・プレスリリースなど一次資料
1. 1 2 3 4 5 6 7 8 9 10 11 12 13 14 15 16 17 18  “2020年3月期 有価証券報告書”.  EDINET. 2020年10月18日閲覧。
2. ↑  “コモパンのひみつ”.   株式会社コモ. 2020年10月18日閲覧。
3. ↑  “会社情報：広がり続ける販売網”.   株式会社コモ. 2020年10月18日閲覧。
4. ↑  会社情報：ごあいさつ［株式会社コモ］
5. ↑  “名古屋証券取引所市場第二部上場承認に関するお知らせ”.   株式会社コモ. 2019年2月8日閲覧。
6. 1 2 3  “会社概要”.   株式会社コモ. 2015年7月26日閲覧。